# Монорелс
Монорелс, или монорелса, е термин за железопътна система и за нейния влак, движещ се по единична релса (греда).
По монорелсата се движат основно пътнически мотрисни влакове, специално проектирани за съответното трасе. Влаковете от такъв вид са често срещано средство за транспорт в градски агломерации като Москва, Пекин, Токио и др. Монорелсовият влак има сходство с Вуперталската окачена железница, за пръв път пусната в експлоатация на 1 март 1901 г.

## Разграничаване
Монорелсът се отличава от други превозни средства с по-тясната от самия него греда. Системата не използва стандартната конфигурация от железопътни релси.

### Прилики
Монорелсовите влакове са често, но невинаги изграждани нависоко, което може да доведе до объркване с други превозни средства като Докландската лека железница, Ванкувърския скайтрейн или Еъртрейн „JFK“. Могат да бъдат както управлявани от човек, така и безпилотни. На пръв поглед приличат на други „лекорелсови“ превозни средства. Както при други системи за бърз транзит, някои влакове са задвижвани от линейни асинхронни двигатели. Също както при класическия влак, тялото на влака е свързано с талига.

### Разлики
За разлика от трамваите и т.нар. „леко метро“, модерният монорелсов влак не се движи в близост до пешеходци и други участници в движението. В контраст на други направлявани системи като например направлявания автобус, опора на монорелсовия влак оказва само и единствено гредата, върху която се движи, а посоката, в която се движи, също се ръководи от нея. Пантографи не намират приложение при тези влакове.

### Маглев
Някои, но не всички влакове, задвижвани посредством магнитна левитация, се водят „монорелсови“ – пример за това са немският „Трансрапид“ и японският „Линимо“. Влаковете „Маглев“ се различават от всички останали монорелсови системи, тъй като те нямат физически контакт с гредата.

## История

### Ранни години
Първият монорелсов влак бил създаден през 1820 г. в Русия от Иван Елманов. Опити да бъдат създадени еднорелсови алтернативи на традиционните железопътни линии датират още от 20-те години на 19 век. Най-ранният патент принадлежи на Хенри Палмър (Обединено Кралство, 1821). Скоро била пусната линията „Чесхънт“, която е първата линия, превозвала пътници, а и първата, открита в Хертфордшир.
Около 1879 г. била предложена и въведена еднорелсова система от Стрингфелоу и Хадън, отредена за военни цели, но можело да се видят и возещи се цивилни.
Вероятно първият монорелсов локомотив е бил парен 0-3-0.

### 1900-те – 1950-те
Високоскоростен монорелсов влак, използващ системата на Лартиг, който да се движи между Манчестър и Ливърпул, бил предложен през 1901 г.
През 1910 г. е пуснат влак, който води към въглищна мина в Аляска.
През първата половина на ХХ век били предложени много дизайни, които или никога не напуснали чертожната дъска, или просъществували за кратко. Една от първите еднорелсови системи, планирани в САЩ, била изградена в Ню Йорк през 1930-те.

### Наши дни
От 1980-те до днес, с нарастването броя на задръстванията и характерната урбанизация, монорелсовият влак става все по-предпочитано средство за транспорт. Най-ангажираните монорелсови линии, токийските, са обслужили над 1.5 милиарда пътници. Монорелсови влакове могат да бъдат открити и в увеселителни паркове.

## Интересни факти
- Най-стара линия, която обслужва и до днес: Вуперталска окачена железница (1901)
- Най-натоварена монорелсова линия: Токио, 311 856 пътници дневно
- Най-дълга монорелсова линия: Чонгкинг, 72 километра
- Най-дълга линия „маглев“: Шанхай, 30,5 километра
- Най-дълга „окачена“ линия: Чиба, 15,2 километра